# Жаб'янська сільська рада
Жа́б'янська сільська́ ра́да — адміністративно-територіальна одиниця та орган місцевого самоврядування в Лисянському районі Черкаської області. Адміністративний центр — село Жаб'янка.

## Загальні відомості
- Населення ради: 560 осіб (станом на 2001 рік)

## Населені пункти
Сільській раді були підпорядковані населені пункти:
- с. Жаб'янка

## Склад ради
Рада складалася з 12 депутатів та голови.
- Голова ради: Лобода Володимир Іванович
- Секретар ради: Довбиш Галина Вікторівна

### Керівний склад попередніх скликань
| Прізвище, ім'я, по батькові | Основні відомості                                                                                    | Дата обрання | Дата звільнення |
| --------------------------- | --- | ------------ | --------------- |
| Лобода Володимир Іванович   | Сільський голова, 1957 року народження, освіта середня спеціальна, безпартійний                      | 26.03.2006   | 31.10.2010      |
| Лобода Володимир Іванович   | Сільський голова, 1957 року народження, освіта середня спеціальна, член Комуністичної партії України | 31.10.2010   |                 |

Примітка: таблиця складена за даними сайту Верховної Ради України

### Депутати
За результатами місцевих виборів 2010 року депутатами ради стали:

#### За суб'єктами висування
| Суб'єкт висування           | Кількість обраних депутатів | %    |
| --------------------------- | --------------------------- | ---- |
| Самовисування               | 7                           | 58,3 |
| Комуністична партія України | 3                           | 25   |
| Народна партія              | 1                           | 8,3  |
| Партія регіонів             | 1                           | 8,3  |

#### За округами
| № округу                    | Прізвище, ім'я, по батькові   | Дата визнання обраним | Освіта  | Партійна приналежність | Відомості про обраного депутата                     |
| --------------------------- | ----------------------------- | --------------------- | ------- | ---------------------- | --------------------------------------------------- |
| Комуністична партія України |                               |                       |         |                        |                                                     |
| 8                           | Коваль Василь Петрович        | 01.11.2010            | середня | позапартійний          | с. Жаб'янка ТОВ "Світанок, тракторист машиніст      |
| 10                          | Кулініч Петро Олександрович   | 01.11.2010            | середня | позапартійний          | с. Жаб'янка ТОВ "Світанок, механіза тор             |
| 12                          | Калюжний Олександр Іванович   | 01.11.2010            | середня | позапартійний          | с. Жаб'янка ТОВ «Світанок», зав. складом            |
| Народна Партія              |                               |                       |         |                        |                                                     |
| 6                           | Легкодух Олена Іванівна       | 01.11.2010            | вища    | член Народної партії   | с. Жаб'янкадитяча установа «Пролісок», завідувачка  |
| Партія регіонів             |                               |                       |         |                        |                                                     |
| 3                           | Смірнов Володимир Миколайович | 01.11.2010            | вища    | позапартійний          | смт Лисянка, начальник Лисянської державтоінспекції |
| Самовисування               |                               |                       |         |                        |                                                     |
| 1                           | Булика Валентина Петрівна     | 01.11.2010            | середня | позапартійна           | с. Жаб'янка дитяча установа «Пролісок», вихователь  |
| 2                           | Довбиш Галина Вікторівна      | 01.11.2010            | вища    | позапартійна           | Жаб'янська сільська рада, секретар                  |
| 4                           | Дідик Ольга Василівна         | 01.11.2010            | вища    | позапартійна           | СПП «Біле озеро», землевпорядник                    |
| 5                           | Калюжна Ольга Анатоліївна     | 27.12.2010            | вища    | позапартійна           | ТОВ «Світанок», касир                               |
| 7                           | Довбиш Михайло Петрович       | 01.11.2010            | вища    | позапартійний          | с. Жаб'янка ТОВ «Світанок», головний агроном        |
| 9                           | Петренко Віктор Васильович    | 01.11.2010            | середня | позапартійний          | с. Жаб'янка ТОВ "Світанок, механізатор              |
| 11                          | Пєшков Тарас Володимирович    | 01.11.2010            | середня | позапартійний          | с. Жаб'янка, підприємець                            |

## Населення
За переписом населення України 2001 року в сільській раді мешкало 558 осіб.

### Мова
Розподіл населення за рідною мовою за даними перепису 2001 року:
| Мова       | Відсоток |
| ---------- | -------- |
| українська | 98,93 %  |
| російська  | 0,89 %   |